# Kryptos
Kryptos là quần thể điêu khắc do nghệ sĩ người Mỹ Jim Sanborn chế tác, tọa lạc tại khuôn viên của Cơ quan Tình báo Trung ương (CIA) ở Langley, Virginia. Kể từ khi được khai trương vào ngày 3 tháng 11 năm 1990 thì đã có nhiều suy đoán về ý nghĩa của bốn thông điệp được mã hóa ẩn chứa bên trong nó. Trong số bốn thông điệp này thì ba thông điệp đầu tiên đã được giải, còn thông điệp thứ tư thì vẫn là một trong những mật mã chưa được giải mã nổi tiếng nhất trên thế giới. Tác phẩm điêu khắc này liên tục lôi cuốn sự quan tâm của các nhà phân tích mật mã, cả nghiệp dư lẫn chuyên nghiệp, vào việc nỗ lực giải mã đoạn thông điệp thứ tư này. Nghệ sĩ Sanborn cho đến nay đã đưa ra bốn manh mối cho đoạn thông điệp đấy.

## Miêu tả
Phần chính của quần thể điêu khắc này tọa lạc ở góc tây bắc của sân Tòa nhà Trụ sở Mới (New Headquarters Building), bên ngoài khu nhà ăn của CIA. Tác phẩm điêu khắc này bao gồm bốn tấm đồng lớn cùng các yếu tố khác bao gồm nước, gỗ, thực vật, đá granite màu đỏ và xanh lá cây, thạch anh trắng, và gỗ hóa thạch. Điểm nổi bật nhất trong quần thể này là một bức bình phong lớn bằng đồng hình chữ S dựng thẳng đứng trông giống như một cuộn giấy hoặc một mảnh giấy trồi ra từ máy in, một nửa của nó có khắc văn bản được mã hóa, nửa còn lại thì có khắc văn bản chìa khóa giải mã. Tất cả các ký tự trên nó đều thuộc 26 chữ cái của bảng chữ cái Latin cùng với các dấu chấm hỏi, và đều được khoét thủng trên các tấm đồng. Tác phẩm điêu khắc chính này có chứa bốn thông điệp bí ẩn riêng biệt, ba trong số đó đã được giải mã.
Ngoài phần chính này của quần thể thì Jim Sanborn còn đặt các tác phẩm nghệ thuật khác tại khuôn viên CIA, chẳng hạn như vài phiến đá granite lớn với các tấm đồng kẹp giữa ở bên ngoài lối vào Tòa nhà Trụ sở Mới. Có vài thông điệp mã Morse hiện diện trên những tấm đồng này, và một trong những phiến đá ở đấy có khắc hình hoa hồng la bàn (compass rose) trỏ vào một viên đá từ tính thiên nhiên (lodestone). Các yếu tố khác trong sắp đặt của Sanborn thì gồm một khu vườn cảnh, một ao cá với những chiếc ghế dài bằng gỗ đặt đối nhau, một cái hồ phản chiếu, và những phiến đá khác trong đó có một phiến đá đen hình tam giác.
Tên gọi Kryptos đấy xuất phát từ tiếng Hy Lạp cổ đại có nghĩa là "bị ẩn giấu", và chủ đề của tác phẩm điêu khắc này là "Thu thập Tình báo" ("Intelligence Gathering").
Chi phí của tác phẩm điêu khắc này vào năm 1988 là 250.000 đô la Mỹ (tương đương 501.000 đô la Mỹ vào năm 2016).

## Thông điệp được mã hóa
Văn bản mật mã ở phía bên trái của bức bình phong điêu khắc đấy (khi nhìn từ giữa sân trong) tại quần thể chính thì có tổng cộng 869 ký tự: 865 chữ cái cùng với 4 dấu hỏi.
Tuy nhiên, vào tháng 4 năm 2006, Sanborn có tung ra thông tin phát biểu rằng một kí tự đã bị lược bỏ khỏi phía bên trái của Kryptos "vì lý do thẩm mỹ, để giữ cho tác phẩm điêu khắc mang tính cân bằng về thị giác".
Ngoài ra trong văn bản rõ (plaintext) của ba đoạn thông điệp đầu tiên được giải mã thì còn có ba từ bị sai chính tả mà Sanborn đã nói là do cố ý, và ba chữ cái (Y, A và R) ở gần phần mở đầu của tấm đồng phía dưới bên trái thì là những ký tự duy nhất được khoét ở dạng superscript trên tác phẩm điêu khắc này.
Phía bên phải của tác phẩm điêu khắc này thì chứa một bảng mã hóa Vigenère có khóa, gồm 867 chữ cái.
Một trong các dòng của bảng Vigenère đấy có thêm một ký tự (L) dôi ra ở cuối so với các dòng khác. Bauer, Link và Molle cho rằng đây có thể là tham chiếu đến mật mã Hill với vai trò là phương pháp mã hóa cho đoạn thứ tư của tác phẩm điêu khắc này. Tuy nhiên, Sanborn đã lược bỏ ký tự dôi này trong các mô hình Kryptos nhỏ mà ông có bán, cho nên hẳn là không cần phải coi nói có tầm quan trọng gì.
| EMUFPHZLRFAXYUSDJKZLDKRNSHGNFIVJ YQTQUXQBQVYUVLLTREVJYQTMKYRDMFD VFPJUDEEHZWETZYVGWHKKQETGFQJNCE GGWHKK?DQMCPFQZDQMMIAGPFXHQRLG TIMVMZJANQLVKQEDAGDVFRPJUNGEUNA QZGZLECGYUXUEENJTBJLBQCRTBJDFHRR YIZETKZEMVDUFKSJHKFWHKUWQLSZFTI HHDDDUVH?DWKBFUFPWNTDFIYCUQZERE EVLDKFEZMOQQJLTTUGSYQPFEUNLAVIDX FLGGTEZ?FKZBSFDQVGOGIPUFXHHDRKF FHQNTGPUAECNUVPDJMQCLQUMUNEDFQ ELZZVRRGKFFVOEEXBDMVPNFQXEZLGRE DNQFMPNZGLFLPMRJQYALMGNUVPDXVKP DQUMEBEDMHDAFMJGZNUPLGEWJLLAETG | ABCDEFGHIJKLMNOPQRSTUVWXYZABCD AKRYPTOSABCDEFGHIJLMNQUVWXZKRYP BRYPTOSABCDEFGHIJLMNQUVWXZKRYPT CYPTOSABCDEFGHIJLMNQUVWXZKRYPTO DPTOSABCDEFGHIJLMNQUVWXZKRYPTOS ETOSABCDEFGHIJLMNQUVWXZKRYPTOSA FOSABCDEFGHIJLMNQUVWXZKRYPTOSAB GSABCDEFGHIJLMNQUVWXZKRYPTOSABC HABCDEFGHIJLMNQUVWXZKRYPTOSABCD IBCDEFGHIJLMNQUVWXZKRYPTOSABCDE JCDEFGHIJLMNQUVWXZKRYPTOSABCDEF KDEFGHIJLMNQUVWXZKRYPTOSABCDEFG LEFGHIJLMNQUVWXZKRYPTOSABCDEFGH MFGHIJLMNQUVWXZKRYPTOSABCDEFGHI  |
| ENDYAHROHNLSRHEOCPTEOIBIDYSHNAIA CHTNREYULDSLLSLLNOHSNOSMRWXMNE TPRNGATIHNRARPESLNNELEBLPIIACAE WMTWNDITEENRAHCTENEUDRETNHAEOE TFOLSEDTIWENHAEIOYTEYQHEENCTAYCR EIFTBRSPAMHHEWENATAMATEGYEERLB TEEFOASFIOTUETUAEOTOARMAEERTNRTI BSEDDNIAAHTTMSTEWPIEROAGRIEWFEB AECTDDHILCEIHSITEGOEAOSDDRYDLORIT RKLMLEHAGTDHARDPNEOHMGFMFEUHE ECDMRIPFEIMEHNLSSTTRTVDOHW?OBKR UOXOGHULBSOLIFBBWFLRVQQPRNGKSSO TWTQSJQSSEKZZWATJKLUDIAWINFBNYP VTTMZFPKWGDKZXTJCDIGKUHUAUEKCAR  | NGHIJLMNQUVWXZKRYPTOSABCDEFGHIJL OHIJLMNQUVWXZKRYPTOSABCDEFGHIJL PIJLMNQUVWXZKRYPTOSABCDEFGHIJLM QJLMNQUVWXZKRYPTOSABCDEFGHIJLMN RLMNQUVWXZKRYPTOSABCDEFGHIJLMNQ SMNQUVWXZKRYPTOSABCDEFGHIJLMNQU TNQUVWXZKRYPTOSABCDEFGHIJLMNQUV UQUVWXZKRYPTOSABCDEFGHIJLMNQUVW VUVWXZKRYPTOSABCDEFGHIJLMNQUVWX WVWXZKRYPTOSABCDEFGHIJLMNQUVWXZ XWXZKRYPTOSABCDEFGHIJLMNQUVWXZK YXZKRYPTOSABCDEFGHIJLMNQUVWXZKR ZZKRYPTOSABCDEFGHIJLMNQUVWXZKRY ABCDEFGHIJKLMNOPQRSTUVWXYZABCD |

Sanborn đã làm việc với một nhân viên CIA đã nghỉ hưu có tên là Ed Scheidt – Chủ tịch Văn phòng Liên lạc CIA – để đưa ra các hệ thống mật mã học được sử dụng trên tác phẩm điêu khắc này.
Sanborn có tiết lộ rằng tác phẩm điêu khắc này chứa một câu đố lồng trong một câu đố, phải giải mã bốn đoạn thông điệp bị mã hóa kia rồi thì mới có thể giải được câu đố đó.
Sanborn có đưa ra những thông tin đối lập nhau về lời giải cho tác phẩm điêu khắc này, có lần nói rằng ông đã đưa lời giải hoàn chỉnh cho giám đốc CIA lúc bấy giờ là William Webster trong buổi lễ khai trương; nhưng sau đó, Sanborn lại nói tiếp rằng ông không hề đưa toàn bộ lời giải cho Webster. Tuy nhiên, Sanborn đã xác nhận rằng đoạn văn bản rõ của thông điệp thứ hai thì đọc là "Who knows the exact location? Only WW." ("Ai biết vị trí chính xác? Chỉ có WW mà thôi.")
Sanborn cũng có xác nhận rằng nhỡ ông qua đời trước khi toàn bộ tác phẩm điêu khắc này được giải mã, thì sẽ có người có thể xác nhận lời giải. Vào năm 2020, Sanborn có phát biểu rằng ông có dự định đưa bí mật lời giải đấy lên bán đấu giá khi ông qua đời.

## Những người giải mã thành công
Người đầu tiên công bố công khai rằng ông đã giải được ba đoạn đầu tiên là Jim Gillogly, một nhà khoa học máy tính đến từ miền nam California, người đã giải mã những đoạn văn này bằng máy tính và tiết lộ lời giải của mình vào năm 1999.
Sau thông báo của Gillogly, CIA tiết lộ rằng nhà phân tích David Stein của họ đã giải được các đoạn tương tự vào năm 1998 bằng cách sử dụng kỹ thuật bút chì và giấy, mặc dù tại thời điểm công bố lời giải của ông, thông tin này chỉ được phổ biến trong cộng đồng tình báo. Không có thông báo công khai nào được đưa ra cho đến tháng 7 năm 1999, mặc dù vào tháng 11 năm 1998, người ta tiết lộ rằng "một nhà phân tích CIA làm việc trong thời gian rảnh [đã] giải được "phần lớn" mật mã".
NSA cũng tuyên bố rằng một số nhân viên của họ đã giải được ba đoạn tương tự, nhưng không tiết lộ tên hoặc ngày tháng cho đến tháng 3 năm 2000, khi các thông tin cho biết rằng một nhóm của NSA do Ken Miller dẫn đầu, cùng với Dennis McDaniels và hai cá nhân giấu tên khác, đã giải được các đoạn 1–3 vào cuối năm 1992.
Vào năm 2013, theo yêu cầu của Elonka Dunin về Đạo luật Tự do Thông tin, NSA đã công bố các tài liệu cho thấy NSA đã tham gia vào nỗ lực giải câu đố Kryptos vào năm 1992, sau lời thách thức của Bill Studeman, lúc đó là Phó Giám đốc CIA. Các tài liệu cho thấy vào tháng 6 năm 1993, một nhóm nhỏ các nhà phân tích mật mã của NSA đã thành công trong việc giải mã ba đoạn đầu tiên của tác phẩm điêu khắc.
Những nỗ lực trên để giải mã Kryptos nhận thấy rằng đoạn 2 kết thúc bằng WESTIDBYROWS, nhưng vào năm 2005, Monet Friedrich, một nhà logic học, triết học và nhà khoa học máy tính đến từ Vancouver, British Columbia, Canada, đã xác định rằng một văn bản thuần túy khác có thể là: WESTXLAYERTWO.
Năm 2006, Sanborn thông báo rằng ông đã mắc lỗi trong đoạn thứ 2 và xác nhận rằng đoạn văn bản cuối cùng là WESTXLAYERTWO, chứ không phải WESTIDBYROWS. Sanborn đã vô tình bỏ qua một chữ S trong văn bản mật mã. Bằng cách xoay từ khóa sang BSCISSAA, văn bản sẽ giải mã thành WESTPLAYERTWO. Ý nghĩa của điều này là WESTXLAYERTWO là văn bản thuần túy ban đầu. Có chủ ý rằng WESTIDBYROWS đã được phát hiện ở giai đoạn sau bằng cách lần theo manh mối để làm sai lệch chữ cái (hoặc chữ số) X.

## Các lời giải
Sau đây là các lời giải của đoạn 1–3 của tác phẩm điêu khắc.
Các lỗi chính tả có trong văn bản được để nguyên văn.

### Lời giải của đoạn văn thứ 1
Phương pháp: Vigenère
Từ khóa: Kryptos, Palimpsest
BETWEEN SUBTLE SHADING AND THE ABSENCE OF LIGHT LIES THE NUANCE OF IQLUSION
Tạm dịch:
NƠI ĐÓ, GIỮA SỰ CHE KHUẤT MỜ ẢO VÀ SỰ THIẾU VẮNG ÁNH SÁNG (LÀ) SẮC THÁI ẢO ẢNH
Iqlusion là một lỗi chính tả có chủ ý của ảo giác (illusion).

### Lời giải của đoạn văn thứ 2
Phương pháp: Vigenère
Từ khóa: Kryptos, Abscissa (hoành độ)
IT WAS TOTALLY INVISIBLE HOWS THAT POSSIBLE ? THEY USED THE EARTHS MAGNETIC FIELD X THE INFORMATION WAS GATHERED AND TRANSMITTED UNDERGRUUND TO AN UNKNOWN LOCATION X DOES LANGLEY KNOW ABOUT THIS ? THEY SHOULD ITS BURIED OUT THERE SOMEWHERE X WHO KNOWS THE EXACT LOCATION ? ONLY WW THIS WAS HIS LAST MESSAGE X THIRTY EIGHT DEGREES FIFTY SEVEN MINUTES SIX POINT FIVE SECONDS NORTH SEVENTY SEVEN DEGREES EIGHT MINUTES FORTY FOUR SECONDS WEST X LAYER TWO
Tạm dịch:
HOÀN TOÀN KHÔNG THỂ THẤY ĐƯỢC ĐIỀU ĐÓ CÓ THỂ DIỄN RA NHƯ THẾ NÀO ? HỌ ĐÃ SỬ DỤNG TỪ TRƯỜNG TRÁI ĐẤT X THÔNG TIN ĐÃ ĐƯỢC THU THẬP VÀ ĐƯỢC TRUYỀN BÍ MẬT ĐẾN MỘT VỊ TRÍ CHƯA BIẾT X LIỆU LANGLEY CÓ BIẾT VỀ ĐIỀU NÀY ? HỌ NÊN (BIẾT) NÓ ĐƯỢC CHÔN NGOÀI KIA ĐÂU ĐÓ X AI BIẾT VỊ TRÍ CHÍNH XÁC ? CHỈ CÓ WW MÀ THÔI ĐÂY LÀ THÔNG ĐIỆP CUỐI CÙNG CỦA ÔNG X BA MUƠI TÁM ĐỘ NĂM MUƠI BẢY PHÚT SÁU PHẨY NĂM GIÂY BẮC BẢY MƯƠI BẢY ĐỘ TÁM PHÚT BỐN MUƠI BỐN GIÂY TÂY X LỚP THỨ HAI
Vào ngày 19 tháng 4 năm 2006, Sanborn liên hệ với một cộng đồng trực tuyến dành riêng cho câu đố Kryptos để thông báo với họ rằng lời giải được chấp nhận cho đoạn 2 là không chính xác. Ông nói rằng bản thân đã mắc lỗi trong tác phẩm điêu khắc khi bỏ qua một dấu "X" được sử dụng để phân tách các câu, vì lý do thẩm mỹ và văn bản được giải mã kết thúc "...FOUR SECONDS WEST ID BY ROWS" thực sự nên là "...FOUR SECONDS WEST X LAYER TWO".
Các tọa độ nêu trong văn bản thuần túy: 38°57′6,5″B 77°8′44″T / 38,95°B 77,14556°T là một điểm cách tác phẩm điêu khắc khoảng 174 feet (53 mét) về phía đông nam.

### Lời giải của đoạn văn thứ 3
Phương pháp: Chuyển vị
SLOWLY DESPARATLY SLOWLY THE REMAINS OF PASSAGE DEBRIS THAT ENCUMBERED THE LOWER PART OF THE DOORWAY WAS REMOVED WITH TREMBLING HANDS I MADE A TINY BREACH IN THE UPPER LEFT HAND CORNER AND THEN WIDENING THE HOLE A LITTLE I INSERTED THE CANDLE AND PEERED IN THE HOT AIR ESCAPING FROM THE CHAMBER CAUSED THE FLAME TO FLICKER BUT PRESENTLY DETAILS OF THE ROOM WITHIN EMERGED FROM THE MIST X CAN YOU SEE ANYTHING Q ?
Tạm dịch:
CHẬM RÃI CHẬM RÃI MỘT CÁCH LIỀU LĨNH NHỮNG MẢNH VỠ HÀNH LANG CÒN LẠI NẰM NGỔN NGANG TRÊN PHẦN THẤP HƠN Ở CỬA VỚI ĐÔI BÀN TAY RUN RẨY TÔI ĐỤC MỘT LỖ NHỎ Ở GÓC TRÊN BÊN TRÁI VÀ SAU ĐÓ MỞ RỘNG LỖ MỘT CHÚT TÔI CHO CÂY NẾN VÀO VÀ CHĂM CHÚ NHÌN QUA LỚP KHÔNG KHÍ NÓNG THOÁT KHỎI CĂN PHÒNG KHIẾN NGỌN LỬA CHÁY BẬP BÙNG NHƯNG CHẲNG MẤY CHỐC MỌI CHI TIẾT TRONG CĂN PHÒNG HIỆN RA SAU MÀN SƯƠNG X BẠN CÓ THẤY BẤT CỨ ĐIỀU GÌ KHÔNG Q ?
Đây là trích dẫn được diễn giải từ lời kể của Howard Carter về việc khai mở lăng mộ Tutankhamun vào ngày 26 tháng 11 năm 1922, như được mô tả trong cuốn sách The Tomb of Tutankhamun năm 1923 của ông. Câu hỏi kết đoạn được hỏi bởi Lãnh chúa Carnarvon, mà Carter (trong cuốn sách) đã trả lời một câu nổi tiếng là "những điều tuyệt vời" ("wonderful things"). Tuy nhiên, vào ngày 26 tháng 11 năm 1922, trong ghi chú hiện trường, câu trả lời của ông là, "Vâng, thật tuyệt vời" ("Yes, it is wonderful").

## Các manh mối cho đoạn văn thứ 4
Khi nhận xét vào năm 2006 về lỗi của mình trong đoạn văn thứ 2, Sanborn nói rằng câu trả lời cho ba đoạn đầu tiên chứa manh mối cho đoạn thứ tư. Vào tháng 11 năm 2010, Sanborn đưa ra một manh mối, công khai nói rằng "NYPVTT", chữ cái thứ 64–⁠69 trong đoạn bốn, trở thành "BERLIN" sau khi giải mã.
Sanborn đã cho The New York Times một manh mối khác vào tháng 11 năm 2014: các chữ cái "MZFPK", chữ cái thứ 70–⁠⁠74 trong đoạn bốn, trở thành "CLOCK" ("đồng hồ") sau khi giải mã. Chữ cái thứ 74 là K trong cả bản thuần túy và bản mã, có nghĩa là một ký tự có thể mã hóa cho chính nó. Điều này có nghĩa là nó không có điểm yếu, nơi một ký tự không bao giờ có thể được mã hóa như chính nó, vốn được biết là vốn có trong cỗ máy Enigma của Đức.
Sanborn nói thêm rằng để giải đoạn thứ 4, "Tốt hơn hết bạn nên tìm hiểu kỹ về chiếc đồng hồ cụ thể đó," nhưng nói thêm, "Có một số chiếc đồng hồ thực sự thú vị ở Berlin." Đồng hồ cụ thể được đề cập có lẽ là Đồng hồ Berlin, mặc dù Đồng hồ thế giới Alexanderplatz và Đồng hồ thời gian trôi là những ứng cử viên khác.
Trong một bài báo đăng ngày 29 tháng 1 năm 2020, bởi New York Times, Sanborn đã đưa ra một manh mối khác: tại vị trí 26-34, bản mã "QQPRNGKSS" là từ "NORTHEAST" ("phía Đông Bắc").
Vào tháng 8 năm 2020, Sanborn tiết lộ rằng bốn chữ cái ở vị trí 22-25, bản mã "FLRV", trong bản thuần túy là "EAST" ("phía Đông"). Sanborn nhận xét rằng ông "đã tung ra bố cục này cho một số người sớm nhất là vào tháng Tư". Người đầu tiên được biết là đã chia sẻ gợi ý này rộng rãi hơn là Sukhwant Singh.

## Các tác phẩm điêu khắc liên quan
Kryptos là tác phẩm điêu khắc mật mã đầu tiên do Sanborn thực hiện.
Sau khi thực hiện Kryptos, ông tiếp tục thực hiện một số tác phẩm điêu khắc khác với mã số và các loại chữ viết khác, bao gồm một bức mang tên Antipodes, hiện ở Bảo tàng Hirshhorn ở Washington, D.C., một "Phiến đá Kryptos không có tiêu đề" ("Untitled Kryptos Piece") đã được bán cho một nhà sưu tập tư nhân, và Cyrillic Projector, chứa văn bản chữ Kirin Nga được mã hóa bao gồm phần trích xuất từ một tài liệu tuyệt mật của KGB.
Mật mã ở một mặt của Antipodes lặp lại văn bản từ Kryptos. Phần lớn mật mã ở phía bên kia của Antipodes được sao chép trên Cyrillic Projector. Phần tiếng Nga của mật mã được tìm thấy trên Cyrillic Projector và Antipodes đã được Frank Corr và Mike Bales giải một cách độc lập với nhau vào năm 2003 với bản dịch từ bản thuần túy tiếng Nga do Elonka Dunin cung cấp.
Ex Nexum được lắp đặt vào năm 1997 tại Little Rock Old US Post Office & Courthouse.
Một số tác phẩm điêu khắc bổ sung của Sanborn bao gồm các văn bản của người Mỹ bản địa: Rippowam được lắp đặt tại Đại học Connecticut, ở Stamford vào năm 1999, trong khi Lux được lắp đặt vào năm 2001 tại một tòa nhà Bưu điện Hoa Kỳ cũ ở Fort Myers, Florida.
Indian Run nằm cạnh Tòa án Liên bang Hoa Kỳ ở Beltsville, Maryland, và có một hình trụ bằng đồng được đục nội dung của Sách Đại luật Iroquois. Tài liệu này bao gồm sự đóng góp của các dân tộc bản địa vào hệ thống luật pháp Hoa Kỳ. Văn bản được viết bằng tiếng Onondaga và được sao chép từ truyền khẩu cổ xưa của năm quốc gia Iroquois.
A,A đã được lắp đặt tại quảng trường trước thư viện mới của Đại học Houston, ở Houston, Texas, vào năm 2004, và Radiance đã được lắp đặt tại Khoa Năng lượng, Bờ biển và Môi trường, Đại học Bang Louisiana, Baton Rouge vào năm 2008.

## Trong văn hóa đại chúng
Bìa ngoài sách trong phiên bản Hoa Kỳ của cuốn tiểu thuyết Mật mã Da Vinci năm 2003 của Dan Brown có chứa hai tham chiếu đến Kryptos - một trên bìa sau (tọa độ được in màu đỏ nhạt trên nền màu đỏ đậm, theo chiều dọc nằm bên cạnh lời giới thiệu sách) là tham chiếu đến tọa độ được đề cập trong bản thuần túy của đoạn thứ 2 (xem ở trên), ngoại trừ chữ số độ bị lệch 1. Khi Brown và nhà xuất bản của ông được hỏi về điều này, cả hai đều trả lời giống nhau: "Sự khác biệt là có chủ ý". Các tọa độ là một phần của manh mối đầu tiên của Da Vinci Code WebQuest thứ hai, câu trả lời đầu tiên là Kryptos. Tham chiếu khác được ẩn trong tác phẩm nghệ thuật "giọt nước mắt" màu nâu — những từ lộn ngược có nội dung "Chỉ WW mới biết" ("Only WW knows"), là một tham chiếu khác đến thông điệp thứ hai trên Kryptos.
Kryptos xuất hiện trong cuốn tiểu thuyết Biểu tượng thất truyền năm 2009 của Dan Brown.
Một phiên bản nhỏ của Kryptos xuất hiện trong tập 5 "S.O.S" của Alias. Trong đó, Marshall Flinkman, trong một đoạn hài hước, nói rằng anh ta đã bẻ khóa mã chỉ bằng việc nhìn vào nó trong một chuyến tham quan đến văn phòng CIA. Giải pháp mà ông mô tả nghe giống như giải pháp cho hai phần đầu tiên.
Trong tập 2 của The King of Queens "Meet By-Product", một bức tranh đóng khung của Kryptos được treo trên tường cạnh cửa.
Ban nhạc progressive metal Between the Buried and Me có đề cập đến Kryptos trong bài hát "Obfuscation" từ album năm 2009, The Great Misdirect.

### Sách
- Jonathan Binstock and Jim Sanborn (2003). Atomic Time: Pure Science and Seduction. ISBN 0-88675-072-5. (contains 1–2 pages about Kryptos)
- Dunin, Elonka (2006). The Mammoth Book of Secret Codes and Cryptograms. Constable & Robinson. tr. 500. ISBN 0-7867-1726-2.
- Dunin, Elonka (2009). "Kryptos: The Unsolved Enigma". Trong Daniel Burstein; Arne de Keijzer (biên tập). Secrets of the Lost Symbol: The Unauthorized Guide to the Mysteries Behind The Da Vinci Code Sequel. Harper Collins. tr. 319–326. ISBN 978-0-06-196495-4.
- Dunin, Elonka (2009). "Art, Encryption, and the Preservation of Secrets: An interview with Jim Sanborn". Trong Daniel Burstein; Arne de Keijzer (biên tập). Secrets of the Lost Symbol: The Unauthorized Guide to the Mysteries Behind The Da Vinci Code Sequel. Harper Collins. tr. 294–300. ISBN 978-0-06-196495-4.
- Taylor, Greg (2009). "Decoding Kryptos". Trong John Weber (biên tập). Illustrated Guide to the Lost Symbol. Simon & Schuster. ISBN 978-1-4165-2366-6.

### Các bài báo trên tạp chí
- Bauer, Craig; Link, Gregory; Molle, Dante (2016). "James Sanborn's Kryptos and the matrix encryption conjecture". Cryptologia. Quyển 40 số 5. tr. 541–552. doi:10.1080/01611194.2016.1141556.

### Bài viết
- Kryptos 1,735 Alphabetical letters Lưu trữ ngày 12 tháng 11 năm 2020 tại Wayback Machine
- "Gillogly Cracks CIA Art", & "The Kryptos Code Unmasked", 1999, New York Times and Cypherpunks archive
- "Unlocking the secret of Kryptos", ngày 17 tháng 3 năm 2000, Sun Journal
- "Solving the Enigma of Kryptos", ngày 26 tháng 1 năm 2005, Wired, by Kim Zetter
- "Interest grows in solving cryptic CIA puzzle after link to Da Vinci Code", ngày 11 tháng 6 năm 2005, The Guardian
- "Cracking the Code", ngày 19 tháng 6 năm 2005, CNN
- Mission Impossible: The Code Even the CIA Can't Crack